# لبخند (فیلم ۲۰۰۵)
لبخند (انگلیسی: Smile) فیلمی در ژانر ماجراجویی و درام به کارگردانی جفری کرامر است که در سال ۲۰۰۵ منتشر شد. از بازیگران آن می‌توان به شان آستین، میکا بورم، بیوهانکز بریجز و لیندا همیلتون اشاره کرد.